# Първа фаза от участието на България във войната срещу Третия райх
Първата фаза от участието на България във войната срещу Германия обхваща времето от септември до края на ноември 1944 година. През това време Българските войски действат на територията на Македония, Източна Сърбия и Косово. В първата фаза България участва с три армии – Първа, Втора и Четвърта, а Трета армия остава дислоцирана на границата с Турция. За успешното участие във войната на българската армия се налага да извърши мобилизация и стратегическо развръщане на определените за настъпление войски. Мобилизацията се провежда организирано през септември и към 1 октомври 1944 г. общата численост на армията достига около 445 000 души.

## Подготовка
В първите няколко дни след 9 септември 1944 г., български войски, съвместно с партизански и съветски части, отблъскват настъпващите по направленията Кула-Видин и Кюстендил-София германски войски. Мобилизирането на българската армия (преименувана на Българска народна армия) започва на 18 септември и приключва в края на същия месец. Пред българската армия, като част от силите на съветския III Украински фронт, се поставя задачата да осигури левия фланг на Червената армия, да разгроми противниковите сили в Сърбия и Вардарска Македония и да прекъсне пътя за отстъпление на Група „Е“ от германските армии от Гърция по долините на реките Морава, Вардар и Ибър. Военната група възлиза на 10 дивизии, 8 бригади и други войскови сили. Тя се активизира след подписване на договора от Крайова между България и Югославското народно освободително движение на Йосип Тито през септември 1944 г. На 28 октомври 1944 г. в Москва е подписано и примирие между България и антихитлериската коалиция, в което Българската държава поема задължението да участва с войската в бойните действия по разгрома на Германия.
На 18 септември 1944 г. българската армия преминава в оперативно подчинение на командващия III Украински фронт маршал Фьодор Толбухин. Определените за участие в бойните действия срещу Германия Първа, Втора и Четвърта български армии се дислоцират на западните граници на България. Трета армия не се включва в операциите, а остава дислоцирана на границата с Турция. Първа армия е командвана от ген. Владимир Стойчев, Втора армия от ген. Кирил Станчев, Четвърта армия от ген. Боян Урумов, по късно от ген. Асен Сираков. Трите армии провеждат 4 операции през първата фаза: Брегалнишко-Струмишка операция, Страцинско-Кумановска операция, Косовска операция, проведени от Първа българска армия и Четвърта българска армия и Нишка операция, проведена от Втора българска армия.

## Операции
От 8 до 14 октомври 1944 г. българските войски провеждат настъпателната Нишка операция (1944) – разгромена е елитната VII СС дивизия и е овладян Ниш. Втора българска армия, във взаимодействие с XIII корпус от т.нар. Югославска народоосвободителна армия и IX авиационен корпус на Червената армия настъпва в полосата с граници: от север – Кална, Варош, Алексинац и от юг – Брезник, Видрар, Сурдулица с цел да унищожи противника и да овладее Ниш. Отсреща е разположена 7-а СС доброволческа планинска дивизия Принц Ойген, водила до момента серия победоносни боеве срещу югославски партизани. Хитлеристките войски наброяват около 21 500 души от 13 пехотни батальона, разполагащи със 154 оръдия, 164 минохвъргачки, 38 танка и 18 самолета. Те се намират в трудно проходим и удобен за отбрана планински район. Задачата им е да прикрият отстъплението на 300 000 германски войници от състава на група армии „Е“ Българските войски нанасят основния удар по направление Власотинци-долината на река Българска Морава и спомагателен – Станянци-Свърлиг-Ниш. На 10 октомври Бронираната бригада извършва пробив в отбраната на противника и го принуждава да се оттегли западно от река Българска Морава. На 12 и 13 октомври българските войски продължават преследването. На 14 октомври части на VI пехотна дивизия, с помощта на внезапен удар от юг на Бронираната бригада овладяват Ниш и напълно разгромяват частите на Вермахта.
От 8 октомври до 19 ноември се провежда Страцинско-Кумановската операция. Българските войски започват настъпление на 8 октомври и същия ден влизат в Крива паланка. Последователно се водят боеве за хребета Стражин (18 октомври) и Страцинската позиция, която е овладяна на 25 октомври с парашутен десант. Сраженията продължават при река Пчиня и град Куманово (11 ноември), където частите на Вермахта наново са разбити. На 13 и 14 ноември части на Първа и Четвърта българска армия влизат в Скопие, с което изпълняват поставената им задача. Настъплението продължава като част от Косовската операция и на 19 ноември българските войски превземат Прищина
По същото време се води и Брегалнишко–Струмишката операция. Задачата на армията е да овладее района на Щип и като прегради направленията Струмица–Пехчево и от Щип към Кратово, да осигури левия фланг на българската армия. Първоначално Четвърта армия (от 30 октомври вече командвана от генерал-майор Асен Сираков) има в състава си само Пета пехотна дунавска дивизия, но в хода на бойните действия са ѝ придадени Седма пехотна рилска дивизия и Втора конна бригада. Предвижда се съдействие и от югославския Брегалнишко-струмишки корпус. Настъплението на армията започва на 15 октомври. Като сломяват последователно противниковата съпротива, войските освобождават Кочани, а по-късно овладяват района на Щип. Това им позволява да преминат в преследване на оттеглящия се към долината на река Вардар противник. На 10 ноември е овладян Велес, а три дена по-късно се оказва съдействие на Първа българска армия за освобождаването на Скопие.
От 21 октомври до 30 ноември се провежда Косовската операция. Втора българска армия, Бронираната бригада, 4-ти конен полк, съвместно с X бригада от Югославските народоосвободителни войски и български партизански отряд от района на Полатна, предприемат настъпление и в периода 21 октомври – 6 ноември пробивайки успешно отбраната на противника и завземат град Подуево. До 21 ноември хитлеристките войски са напълно разгромени и в ръцете на българската армия попадат Прищина, Вучитрън и други населени места в Косово поле. До края на месеца подразделения на 9-а пехотна дивизия преследват оттеглящия се противник и достигат до рубежа Рашка – Нови пазар. Настъплението на българската армия е подкрепено и от италиански войски в Албания и на Албанската народноосвободителна войска които преграждат пътищата на отстъпление на германските войски и балистките албански националисти.

## Участие на югославските партизани

### Отношения с българските войски
Взаимоотношенията на Българската армия с ЮНОВ са доста сложни, като дори на подписването на Крайовската спогодба, Тито се решава едва след съветски натиск. Настъплението на югославските комунисти съвпада с придвижването на българските армии на запад и оттеглянето на германците в същата посока. Навсякъде югославските партизани имат указание да се отнасят към българите резервирано, като към бивши окупационни части, което те демонстративно изпълняват. В радиограма на Георги Димитров от Москва до Трайчо Костов, изпратена на 20 ноември се казва: 
| „ | „Помолете маршала (Толбухин) да обърне внимание на противоречивите сведения, които се съдържат в известията на българското командване и на известията на югославското командване за военните действия за завземането на градове от българската армия в Македония. Нека съветското командване въздейства, за да не се отричат или омаловажават военните успехи на българските войски в югославските известия.“ | “ |

 След разрива на Тито и Сталин през 1948 г. югославската пропагандана историография, описва немислима фактология, като от нейните фалшификации излиза, че българските войски, доколкото все пак ги е имало на югославска територия, са били поддържащи части, при военните операции ръководени от комунистическите партизани. Същевременно, на поредица от военни карти, изготвени от командването на Група армии E, които показват нейното оттегляне през Македония и Южна Сърбия, както и в спомените на нейния началник-щаб – Ерих Шмид-Рихберг, няма почти никаква индикация на действия на т.нар. Югославска народна освободителна армия, а е отразено придвижване само на българските дивизии.

### Съвременни исторически фалшификации
Приносът на българските войски, все още е оспорван и дори отричан днес в Северна Македония и Сърбия по националистически и политически причини. На фона на многобройните паметници, паметни знаци и плочи в чест на комунистическите партизани, изградени на територия на Република Македония, до този момент там няма подобни, които да увековечават паметта на загиналите български войници и офицери.
На територията на бивша Югославия във Втората световна война са загинали над 3 хиляди души. Една част от тях са погребани в България. Други са били погребани там, където са се водили бойни действия. През 1963 г. югославското правителство взема решение всички български военни гробища от Втората световна война на територията на Югославия да бъдат събрани в две костници. В костница в гр. Ниш, са положени костите на 2015 български войници и офицери, загинали през есента на 1944 г. в Македония и Източна Сърбия, а в другата в гр. Вуковар, са положени костите на 1027 български воини, загинали в Хърватия и Словения. Така са ликвидирани всички останали български военни гробища от Втората световна война в Югославия, които са били повече от 100 през 1945 г. Това е с цел споменът за загиналите да бъде заличен. Вместо това, сред населението продължава да се насажда представата за т. нар. „бугарски фашистички окупатори“.

## Последици
Така завършва първата фаза с участие на България във войната срещу Третия Райх на страната на антихитлеристката коалиция. Под политическия натиск на Тито, след освобождението на Вардарска Македония и Поморавието Втора и Четвърта армии са принудени да се оттеглят обратно в старите предели на България, а само Първа българска армия е оставена на разрположение на Трети Украински фронт. Първа българска армия участва в т. нар. Втора фаза от участието на България във войната срещу Третия райх, като преминава през Белград, придвижвайки се на позиции на север към Унгария, като достига по-късно до Австрия. С това са изпълнени разпоредбите на Примирието, с което България се е задължила да предостави своите въоръжени сили под ръководството на Съветското главно командване, а българската армия, гражданската администрация и всички български граждани да се изтеглят от Вардарска Македония, Поморавието и Беломорието. Примирието поставя България в положение на окупирана държава под управление на Съюзническа контролна комисия.

- Български части приветствани в Скопие на 14 ноември 1944 г.
- Български части в София при завръщането им от Югославия през декември 1944 г.